# Isotoma violacea
Isotoma violacea är en urinsektsart som beskrevs av Tycho Fredrik Hugo Tullberg 1876. Isotoma violacea ingår i släktet Isotoma och familjen Isotomidae. Inga underarter finns listade i Catalogue of Life.